# InfraRecorder
InfraRecorder — програма для запису CD та DVD дисків, поширювана під ліцензією GNU/GPL. Працює на комп'ютерах під управлінням операційної системи Microsoft Windows і є графічною оболонкою для пакету консольних утиліт cdrtools. Розробка програми ведеться Крістіаном Киндалем і була почата в рамках кампанії Google Summer of Code 2006.

## Можливості
По набору можливостей InfraRecorder не поступається аналогічним програмам: є підтримка запису даних на CD і DVD, Audio CD, відео DVD; є функції створення образу диску, запису диску з образу, копіювання дисків (зокрема в режимі клонування), симуляції запису. Програма працює з перезаписуваними і мультисесійними дисками і має підтримку файлових систем ISO та UDF.
Однією з особливостей програми є спосіб розповсюдження — існують варіанти як з інсталятором, так і у архіві. Крім того, в програму включений модуль InfraRecorder Express — панель швидкого вибору завдання, аналогічна Nero Express. Програма володіє простим та інтуїтивно-зрозумілим інтерфейсом.
InfraRecorder доступна на 31 мові, включаючи українську.